# Brand New J
『Brand New J』（ブランニュージェイ）は、東海ラジオで土曜深夜に放送されていた音楽番組。

## 放送時間
- 毎週土曜 26:00 - 26:30 （過去）
- 毎週土曜 27:00 - 27:30 （2009年現在）

## 出演者（2012年3月31日番組終了時）
- 川島葵（東海ラジオアナウンサー・当時）
- 阿部慎一郎[1]（ぴあ編集部）（2010年10月-）

## 過去の出演者
- 深谷里奈（東海ラジオアナウンサー）（-2010年3月）
- 堀田和則（-2010年3月）（別番組Brand new Aからの合流）
- 上野規行（2010年4月-10月）

## コーナー
- ブランニューミュージック
- ブランニューゲスト
- ブランニューアルバム